# Reputation (Album)
Reputation (stilisiert: reputation; englisch für der Ruf / die Reputation) ist das sechste Studioalbum der US-amerikanischen Popsängerin Taylor Swift. Es wurde am 10. November 2017 über das Label Big Machine Records veröffentlicht.

## Entstehung
Taylor Swift selbst fungierte bei dem Album als Executive Producer. An der Produktion der Lieder waren außerdem die Musikproduzenten Jack Antonoff, Max Martin, Shellback, Ali Payami, Oscar Görres und Oscar Holter beteiligt. Die einzigen Gastauftritte des Albums stammen von dem britischen Sänger Ed Sheeran und dem US-amerikanischen Rapper Future, die beide auf dem Song End Game zu hören sind.

## Covergestaltung
Das Albumcover ist in Schwarz-weiß gehalten und zeigt Taylor Swift, die einen Pullover sowie eine Halskette trägt und den Betrachter ansieht. Rechts im Bild befinden sich Zeitungsartikel mit der Überschrift Taylor Swift, die teilweise über ihr Gesicht geschrieben sind. Links oben ist der Titel reputation in Schwarz zu lesen. Das Cover wurde vom Londoner Fotografenduo Mert and Marcus gestaltet.

## Titelliste
| Nr.          | Titel                                      | Autor(en)                                                            | Produktion                | Länge |
| ------------ | ------------------------------------------ | -------------------------------------------------------------------- | ------------------------- | ----- |
| 1.           | …Ready for It?                             | Taylor Swift, Max Martin, Shellback, Ali Payami                      | Martin, Shellback, Payami | 3:28  |
| 2.           | End Game (featuring Ed Sheeran und Future) | Swift, Martin, Shellback, Ed Sheeran, Nayvadius Wilburn              | Martin, Shellback, Ilya   | 4:04  |
| 3.           | I Did Something Bad                        | Swift, Martin, Shellback                                             | Martin, Shellback         | 3:58  |
| 4.           | Don’t Blame Me                             | Swift, Martin, Shellback                                             | Martin, Shellback         | 3:56  |
| 5.           | Delicate                                   | Swift, Martin, Shellback                                             | Martin, Shellback         | 3:52  |
| 6.           | Look What You Made Me Do                   | Swift, Jack Antonoff, Richard Fairbrass, Fred Fairbrass, Rob Manzoli | Antonoff, Swift           | 3:31  |
| 7.           | So It Goes…                                | Swift, Martin, Shellback, Oscar Görres                               | Martin, Shellback, Görres | 3:47  |
| 8.           | Gorgeous                                   | Swift, Martin, Shellback                                             | Martin, Shellback         | 3:29  |
| 9.           | Getaway Car                                | Swift, Antonoff                                                      | Antonoff, Swift           | 3:53  |
| 10.          | King of My Heart                           | Swift, Martin, Shellback                                             | Martin, Shellback         | 3:34  |
| 11.          | Dancing with Our Hands Tied                | Swift, Martin, Shellback, Oscar Holter                               | Martin, Shellback, Holter | 3:31  |
| 12.          | Dress                                      | Swift, Antonoff                                                      | Antonoff, Swift           | 3:50  |
| 13.          | This Is Why We Can’t Have Nice Things      | Swift, Antonoff                                                      | Antonoff, Swift           | 3:27  |
| 14.          | Call It What You Want                      | Swift, Antonoff                                                      | Antonoff, Swift           | 3:23  |
| 15.          | New Year’s Day                             | Swift, Antonoff                                                      | Antonoff, Swift           | 3:55  |
| Gesamtlänge: | Gesamtlänge:                               | Gesamtlänge:                                                         | Gesamtlänge:              | 55:38 |

## Singles
Als erste Single des Albums wurde am 25. August 2017 das Lied Look What You Made Me Do veröffentlicht. Dazu löschte Taylor Swift einige Tage vor dem Song-Release sämtliche Inhalte auf ihren öffentlichen Netzwerkprofilen. Daraufhin postete sie kurze Videoclips, in denen eine Schlange zu sehen ist.
Am 3. September wurde die Promo-Single …Ready for It? veröffentlicht. Der Song erschien schließlich am 24. Oktober 2017 als zweite offizielle Single-Auskopplung des Albums.
Außerdem wurden mit Gorgeous am 20. Oktober und Call It What You Want am 3. November 2017 zwei weitere Songs vorab veröffentlicht.
Die dritte vollwertige Single End Game wurde am 14. November veröffentlicht, gefolgt von New Year’s Day als weitere Promosingle am 27. November 2017. Sie wurden vorerst nur in Frankreich bzw. den USA veröffentlicht. Am 12. März 2018 erschien zudem ein Musikvideo zum Song Delicate, der zeitgleich als vierte Single ausgekoppelt wurde.
| Jahr | Titel                    | Höchstplatzierung, Gesamtwochen, AuszeichnungChartplatzierungen (Jahr, Titel, , Platzierungen, Wochen, Auszeichnungen, Anmerkungen) | Höchstplatzierung, Gesamtwochen, AuszeichnungChartplatzierungen (Jahr, Titel, , Platzierungen, Wochen, Auszeichnungen, Anmerkungen) | Höchstplatzierung, Gesamtwochen, AuszeichnungChartplatzierungen (Jahr, Titel, , Platzierungen, Wochen, Auszeichnungen, Anmerkungen) | Höchstplatzierung, Gesamtwochen, AuszeichnungChartplatzierungen (Jahr, Titel, , Platzierungen, Wochen, Auszeichnungen, Anmerkungen) | Höchstplatzierung, Gesamtwochen, AuszeichnungChartplatzierungen (Jahr, Titel, , Platzierungen, Wochen, Auszeichnungen, Anmerkungen) | Anmerkungen                                                                             |
| Jahr | Titel                    | DE | AT | CH | UK | US | Anmerkungen                                                                             |
| --- | ------------------------ | --- | --- | --- | --- | --- | --------------------------------------------------------------------------------------- |
| 2017 | Look What You Made Me Do | DE3 Gold · (14 Wo.)DE | AT2 Platin · (13 Wo.)AT | CH6 (13 Wo.)CH | UK1 ×2Doppelplatin · (13 Wo.)UK | US1 ×4Vierfachplatin · (20 Wo.)US                                                                                                   | Erstveröffentlichung: 24. August 2017 Verkäufe: + 7.121.666                             |
| 2017 | Gorgeous                 | DE45 (1 Wo.)DE | AT32 (1 Wo.)AT | CH46 (1 Wo.)CH | UK15 Gold · (14 Wo.)UK | US13 Gold · (4 Wo.)US | Erstveröffentlichung: 20. Oktober 2017 Verkäufe: + 1.150.000; Promo-Single              |
| 2017 | …Ready for It?           | DE47 (5 Wo.)DE | AT26 (6 Wo.)AT | CH41 (5 Wo.)CH | UK7 Platin · (16 Wo.)UK | US4 ×2Doppelplatin · (20 Wo.)US | Erstveröffentlichung: 24. Oktober 2017 Verkäufe: + 3.470.000                            |
| 2017 | Call It What You Want    | DE99 (1 Wo.)DE | AT43 (1 Wo.)AT | CH96 (1 Wo.)CH | UK29 Silber · (2 Wo.)UK | US27 Gold · (2 Wo.)US | Erstveröffentlichung: 3. November 2017 Verkäufe: + 790.000; Promo-Single                |
| 2017 | End Game                 | — | — | — | UK49 Gold · (7 Wo.)UK | US18 Platin · (14 Wo.)US | Erstveröffentlichung: 14. November 2017 Verkäufe: + 1.850.000 feat. Ed Sheeran & Future |
| 2018 | Delicate                 | — | AT70 (2 Wo.)AT | CH88 (3 Wo.)CH | UK45 Platin · (15 Wo.)UK | US12 ×2Doppelplatin · (35 Wo.)US | Erstveröffentlichung: 12. März 2018 Verkäufe: + 3.360.000                               |
| Folgende Lieder erschienen nicht als Single, wurden aber durch das Album zum Download und Streaming bereitgestellt und konnten somit eine Platzierung erlangen: |                          | | | | | |                                                                                         |
| |                          | | | | | |                                                                                         |
| 2022 | Don’t Blame Me           | DE99 (1 Wo.)DE | AT49 Platin · (4 Wo.)AT | CH88 (2 Wo.)CH | UK77 Platin · (4 Wo.)UK | — | Charteinstieg: 2. Juni 2022 Verkäufe: + 1.335.000                                       |

## Rezensionen
Das Album wurde von Kritikern überwiegend positiv bewertet. Die Seite Metacritic errechnete aus 28 Rezensionen englischsprachiger Medien einen Schnitt von 71 %.
Markus Brandstetter von der Internetseite laut.de bewertete reputation mit drei von möglichen fünf Punkten. Das Album liefere „unter Laborbedingungen hochgezüchtete Popsongs in Ultra-HD“ und habe ein „fulminantes Klangkostüm“. Allerdings verliere die Sängerin teilweise „den Song aus den Augen“, wodurch „am Ende wenig übrig bleibt“.

## Kommerzieller Erfolg

### Chartplatzierungen
In den USA wurden am Veröffentlichungstag rund 700.000 Alben verkauft. Innerhalb der ersten vier Tage waren es bereits über 1 Million. Schon allein damit wurde das Album dort zum erfolgreichsten Album des Jahres. Das bis dahin erfolgreichste Album 2017, ÷ von Ed Sheeran, hatte sich seit der Veröffentlichung im März nur 931.000 Mal verkauft. In den Billboard 200 debütierte Reputation nicht nur auf Platz 1, sondern erzielte in dieser Woche mehr Verkäufe als alle anderen Alben in diesen Charts zusammen, nämlich 1,24 Millionen. Außerdem war Reputation damit das erste Album seit 25 von Adele aus dem Jahr 2015, das mindestens 1 Million Exemplare innerhalb einer Woche verkaufte. Seit 2012 hatte das kein Album mehr geschafft, das nicht von Swift oder Adele stammte. Swift wurde zum einzigen Künstler, der in vier verschiedenen Verkaufswochen mehr als 1 Million Alben absetzen konnte. Schon Swifts letzte drei Studioalben Speak Now (2010; 1,05 Millionen), Red (2012; 1,21 Millionen), 1989 (2014; 1,29 Millionen) hatten sich in der Veröffentlichungswoche jeweils millionenfach verkauft. In den USA erreichte Reputation außerdem innerhalb der ersten Woche 709.000 Downloads und damit die drittbeste Download-Woche in der Geschichte der Billboard-Charts, obwohl die Downloads des Albums in dieser Zeit nur exklusiv im iTunes Store und auf Taylor Swifts Website erhältlich waren. Weltweit verkaufte sich das in der Woche nach Veröffentlichung 2 Millionen Mal.
Außerdem stieg Reputation auch in Großbritannien, in der Schweiz und in Österreich auf dem Spitzenplatz in die Charts ein. In den deutschen Album-Charts debütierte das Album auf dem zweiten Rang und konnte sich 44 Wochen in den Top 100 platzieren. In den deutschen Album-Jahrescharts 2017 belegte es Platz 60.
Mit 48 Wochen in den Top 40 der Billboard-Albumcharts war Reputation das meistverkaufte Album in den Vereinigten Staaten im Jahr 2018.
| ChartsChartplatzierungen       | Höchstplatzierung | Wochen |
| ------------------------------ | ----------------- | ------ |
| Deutschland (GfK)              | 2 (… Wo.)         | …      |
| Österreich (Ö3)                | 1 (… Wo.)         | …      |
| Schweiz (IFPI)                 | 1 (… Wo.)         | …      |
| Vereinigte Staaten (Billboard) | 1 (… Wo.)         | …      |
| Vereinigtes Königreich (OCC)   | 1 (… Wo.)         | …      |

| ChartsJahrescharts (2017)    | Platzierung |
| ---------------------------- | ----------- |
| Deutschland (GfK)            | 60          |
| Österreich (Ö3)              | 55          |
| Schweiz (IFPI)               | 98          |
| Vereinigtes Königreich (OCC) | 15          |

| ChartsJahrescharts (2018)      | Platzierung |
| ------------------------------ | ----------- |
| Vereinigte Staaten (Billboard) | 1           |
| Vereinigtes Königreich (OCC)   | 37          |

| ChartsJahrescharts (2019)      | Platzierung |
| ------------------------------ | ----------- |
| Vereinigte Staaten (Billboard) | 74          |

| ChartsJahrescharts (2021)      | Platzierung |
| ------------------------------ | ----------- |
| Vereinigte Staaten (Billboard) | 170         |

| ChartsJahrescharts (2022)      | Platzierung |
| ------------------------------ | ----------- |
| Vereinigte Staaten (Billboard) | 108         |
| Vereinigtes Königreich (OCC)   | 71          |

| ChartsJahrescharts (2023)      | Platzierung |
| ------------------------------ | ----------- |
| Deutschland (GfK)              | 43          |
| Österreich (Ö3)                | 17          |
| Schweiz (IFPI)                 | 61          |
| Vereinigte Staaten (Billboard) | 21          |
| Vereinigtes Königreich (OCC)   | 21          |

| ChartsJahrescharts (2024)      | Platzierung |
| ------------------------------ | ----------- |
| Deutschland (GfK)              | 21          |
| Österreich (Ö3)                | 10          |
| Schweiz (IFPI)                 | 20          |
| Vereinigte Staaten (Billboard) | 22          |
| Vereinigtes Königreich (OCC)   | 27          |

### Auszeichnungen für Musikverkäufe
| Land/Region                  | Auszeichnungen für Musikverkäufe (Land/Region, Auszeichnung, Verkäufe) | Verkäufe  |
| ---------------------------- | ---------------------------------------------------------------------- | --------- |
| Australien (ARIA)            | 5× Platin                                                              | 350.000   |
| Belgien (BRMA)               | Platin                                                                 | 20.000    |
| Brasilien (PMB)              | 3× Platin                                                              | 120.000   |
| Dänemark (IFPI)              | 2× Platin                                                              | 40.000    |
| Deutschland (BVMI)           | Platin                                                                 | 200.000   |
| Finnland (IFPI)              | Platin                                                                 | 20.000    |
| Frankreich (SNEP)            | Platin                                                                 | 100.000   |
| Italien (FIMI)               | Platin                                                                 | 50.000    |
| Japan (RIAJ)                 | Gold                                                                   | 100.000   |
| Kanada (MC)                  | —                                                                      | 128.000   |
| Mexiko (AMPROFON)            | Platin                                                                 | 60.000    |
| Neuseeland (RMNZ)            | 6× Platin                                                              | 90.000    |
| Norwegen (IFPI)              | Gold                                                                   | 10.000    |
| Österreich (IFPI)            | Platin                                                                 | 15.000    |
| Polen (ZPAV)                 | 2× Platin                                                              | 40.000    |
| Portugal (AFP)               | Gold                                                                   | 3.500     |
| Schweden (IFPI)              | 2× Platin                                                              | 40.000    |
| Schweiz (IFPI)               | Gold                                                                   | 10.000    |
| Singapur (RIAS)              | Platin                                                                 | 10.000    |
| Spanien (Promusicae)         | Gold                                                                   | 20.000    |
| Vereinigte Staaten (RIAA)    | 3× Platin                                                              | 3.000.000 |
| Vereinigtes Königreich (BPI) | 3× Platin                                                              | 900.000   |
| Insgesamt                    | 5× Gold · 33× Platin ·                                                 | 5.326.500 |

Hauptartikel: Taylor Swift/Auszeichnungen für Musikverkäufe/Alben

## Mitwirkende
Musik
- Songwriting – Taylor Swift, Max Martin, Shellback, Jack Antonoff, Ali Payami, Ed Sheeran, Nayvadius Wilburn, Fred Fairbrass, Richard Fairbrass, Rob Manzoli, Oscar Holter, Oscar Görres, Richard Fairbrass,
- Produktion – Max Martin, Shellback, Jack Antonoff, Taylor Swift, Ali Payami, Oscar Görres, Oscar Holter
- Additional Vocal Production – Ilya
- Abmischung – John Hanes, Serban Ghenea
- Gesang/Hintergrundgesang – Taylor Swift, Ed Sheeran
- Hintergrundgesang – Jack Antonoff, Max Martin
- Rap – Future
- Baby Intro Voice – James Reynolds
- Keyboard, Programmierung – Max Martin, Shellback, Ali Payami, Oscar Görres
- Instrumente, Programmierung – Jack Antonoff
- Drums – Shellback, Sean Hutchinson
- Bass, Gitarre – Shellback
- Klavier – Max Martin, Oscar Görres
- Saxophon – Evan Smith
- Violine, Viola – Victoria Parker
- Cello – Philip A. Peterson
- Engineering – Sam Holland, Michael Ilbert, Seth Ferkins
- Assistant Engineers – Cory Bice, Jeremy Lertol, Sean Flora, Peter Karlsson, Mike Synphony, Daniel Watson
- Mastering – Randy Merrill[33]

Album
- Executive Producer – Taylor Swift
- Foto auf dem Cover – Mert Alas, Marcus Piggot
- Creative Direction des Covers – Mat Maitland, Big Active Design Ltd.
- Wardrobe Stylist für das Cover – Joseph Cassell
- Haare von Swift auf dem Cover – Paul Hanlon
- Makeup von Swift auf dem Cover – Isamaya Ffrench
- Maniküre von Swift auf dem Cover – Lorraine Griffin
- Creative Director der Verpackung – Taylor Swift
- Art Direction der Verpackung – Josh und Bethany Newman
- Design der Verpackung – Parker Foote, Ben Fieker, Austin Hale (alle für ST8MNT)
- Project Support and Coordination – 13 Management, Big Machine Records